# Африканское просо
Африка́нское про́со, или Перистощети́нник америка́нский, или Негритянское просо (лат. Pennisétum gláucum) — однолетнее травянистое растение, вид рода перистощетинник семейства злаки (Poaceae). Недавно[когда?] было высказано предложение внести виды рода Pennisetum в состав рода Cenchrus, в связи с чем вид может рассматриваться как Cenchrus americanus.
Злак Pennisetum glaucum был одомашнен в регионе, соответствующем сегодня северной части Мали и Мавритании, за несколько веков до появления других культур в Африке или Индии.

## Ботаническое описание
Однолетнее травянистое растение высотой от 3 до 4 м.
Корень проникает в почву на глубину до 3,6 м, при этом 80 % корневой массы расположены на глубине до 10 см.
Листья тёмно-зелёные.
Соцветия густые цилиндрические или эллипсоидальные диаметром 10—20 мм.
Соплодие содержит от 1000 до 3000 зёрен диаметром до 5 мм белой, жёлтой, красной или чёрной окраски. Пыльца переносится ветром.

## Распространение
Растение родом из тропической Африки, где возделывалось ещё 4900 лет назад. В качестве культурного растения оно попало через Аравийский полуостров в Индию и Бирму, где широко возделывается в засушливых тропиках на высоте от 800 до 1800 м над уровнем моря.
Впервые вид описан вероятно из Африки, хотя в описании Карла Линнея Panicum americanum, видимо ошибочно, указана Америка «In America», а для Panicum glaucum — Индия «In Indiis».

## Экология
Хорошо растёт на многих степных почвах, исключая тяжёлые глинистые и солонцеватые. Отзывчиво на органические, минеральные удобрения и орошение.
Растение сравнительно устойчивое к вредителям. Изредка наблюдалась головня в соцветиях и ржавчина на листьях, чаще во второй половине вегетационного периода. Из вредителей повреждает ложнопроволочник, личинка кукурузного медляка (Peninus femoralis), медляк песчаный (Opatrum sabulosum), полосатая блоха (Phyllatrela vittula), кузнечик хвостатый (Tettigonia caudata). Наибольший вред семенникам наносят воробьи, который в фазе молочной и восковой спелости выклёвывают из соцветий зерна.

## Химический состав
Зерно содержит белки (8—20 %), жиры (5 %) и углеводы (67 %). Содержание белка сильно зависит от возраста зерна, чем моложе зерно, тем больше в нём белка.
Средний коэффициент переваримости отавы при поедании овцами у органических веществ 75, протеина 68, жира 59, клетчатки 69, БЭВ 75.

## Значение и применение
При ранней уборке даёт нежное и мягкое сено, хорошо поедаемое многими видами животных. Содержит благоприятное соотношение фосфора и кальция. Остающаяся после обмолачивания солома вполне съедобна. Выпас благоприятно влияет на удои молока. Силос обладает хорошими вкусовыми качествами. Зерно — прекрасное откормочное средство для всех видов животных и особенно птиц.
Широко культивируется в Африке, на территории Индии и Пакистана, значительно реже в других тропических странах. Зерно служит сырьем для пивоварения и выгонки спирта, приготовления крупы и получения крахмала. Хлеб приготовленный из муки африканского просо напоминает кукурузный. Из необрушенного зерна готовят кашу.
Уборку урожая, как правило, ручную, начинают, когда метёлки полностью созреют. Если сорта сильно кустистые, то метёлки срезают в несколько приёмов. Обмолачивают метёлки вручную или с помощью животных.
|                 |  |
| Соплодие; зёрна |  |

## Таксономия
Pennisetum glaucum (L.) R.Br., Prodromus Florae Novae Hollandiae 195 Архивная копия от 11 мая 2019 на Wayback Machine. 1810.
Cenchrus americanus (L.) Morrone, Annals of Botany (Oxford), n.s. 106: 127. 2010.

### Синонимы
Homotypic
- Panicum glaucum L., Sp. Pl.: 56 Архивная копия от 20 февраля 2020 на Wayback Machine. 1753.basionym
- Panicum americanum L., Sp. Pl.: 56. 1753.basionym
- Panicum lutescens Weigel, Observ. Bot.: 20. 1772, nom. superfl.
- Setaria glauca (L.) P.Beauv., Ess. Agrostogr.: 51. 1812.
- Setaria rufa Chevall., Fl. Gén. Env. Paris, ed. 2, 2: 148. 1836, nom. superfl.
- Chamaeraphis glauca (L.) Kuntze, Revis. Gen. Pl. 2: 771. 1891.
- Ixophorus glaucus (L.) Nash, Bull. Torrey Bot. Club 22: 428. 1895.
- Chaetochloa glauca (L.) Scribn., Bull. Div. Agrostol. U.S.D.A. 4: 39. 1897.
- Pennisetum americanum (L.) Leeke, Z. Naturwiss. 79: 52. 1907.
- Chaetochloa lutescens Stuntz, Invent. Seeds U.S.D.A. Bur. Pl. Industr. 31: 86. 1914, nom. superfl.
- Setariopsis glauca (L.) Samp., Herb. Port., Apend 2: 4. 1914.
- Setaria lutescens F.T.Hubb., Rhodora 18: 232. 1916, nom. superfl.

и мн. др.